# The Return of the Soldier
The Return of the Soldier é um filme britânico de 1982, dirigido por Alan Bridges, cujo argumento se baseia numa obra da escritora inglesa Rebecca West.

## Sinopse
O capitão Baldry regressa a casa. Regressa sem ferimentos exteriores, mas gravemente atingido por uma amnésia dos últimos quinze anos. Três mulheres lutarão, cada uma à sua maneira, para que se recupere a memória perdida: a sua mulher, a prima inseparável dos jogos de infância e uma antiga namorada desconhecida de todos e que ele reclama.

## Elenco
- Alan Bates.......Chris Baldry
- Julie Christie....Kitty Baldry
- Glenda Jackson…Margaret Grey
- Ann-Margret.....Jenny Baldry
- Ian Holm........Dr. Anderson
- Frank Finlay......William Grey

## Dados adicionais
- Sociedade de produção: Barry R. Cooper Productions
- País de origem:  Reino Unido
- Música original: Richard Rodney Bennett
- Cinematografia: Stephen Goldblatt
- Edição: Laurence Méry-Clark
- Direção artística: Ian Whittaker
- Guarda-roupa: Shirley Russell
- Distribuição: Twentieth Century Fox Film Company
- Ante-estreia mundial: maio de 1982 (Festival de Cannes)
- Estreia em Portugal: 29 de novembro de 1984 (Lisboa)

## Sobre o filme
Trata-se de um filme em que brilha a grande altura o talento dos quatro protagonistas. Consegue reconstituir o ambiente dos arredores londrinos e os tiques ingleses das primeiras décadas do século XX.

## Prémios e nomeações
Festival de Cannes 1982 (França)
- Indicado para Palma de Ouro (melhor filme).

BAFTA1983 (Reino Unido)
- Indicado na categoria de melhor ator coadjuvante (Frank Finlay)